# Moni Ghelerter
Moni Ghelerter (numele la naștere,  Solomon Ghelerter , n. 3 august 1905, Iași, România – d. 4 noiembrie 1979, București, România) a fost un om de teatru român-evreu, regizor la Teatrul Național „Ion Luca Caragiale” din București și profesor de actorie la Universitatea Națională de Artă Teatrală și Cinematografică Ion Luca Caragiale din București.

## Biografie
Moni Ghelerter s-a născut într-o familie de intelectuali. Tatăl său, Milo Ghelerter, de meserie farmacist, era ziarist la Evenimentul. Prieten cu scriitorul Șalom Aleihem, Milo Ghelerter l-a găzduit la Iași în cursul vizitei acestuia în România în anul 1906. Milo Ghelerter era fratele cunoscutului Dr. Leon (Litman) Ghelerter, conducător al mișcării socialiste din România și medic, ctitor de spitale la Iași și București.
A urmat în orașul natal Conservatorul de Artă Dramatică, fiind elevul poetului și profesorului Mihai Codreanu, și Facultatea de Drept. Și-a luat doctoratul în drept la Paris. Apoi, timp de un deceniu, a practicat avocatura și ziaristica. A fost secretar de redacție la ziarul Le Moment din București și secretar al avocatului și scriitorului Demostene Botez.
Primul contact cu lumea teatrului îl are la vârsta de opt ani, în anul 1913. Nepotul lui, arhitectul Lou Gelehrter, își amintește de povestea unchiului său, Moni:
Aveam vreo 8 ani și am intrat în salonul de mode, (pălării) al mamei mele, salonul Hélène din Iași. Mama pleca în fiecare an la Paris și aducea cele mai elegante pălării pentru elegantele Iașiului din acele vremuri. În prăvălie se afla o frumoasă care discuta râzând cu mama. „Eu, dragă, nu port nimic pe dedesubt.” Domnișoara își ridică rochia lungă și se arătă goală în fața noastră. Era Elvira Popescu!
Moni Ghelerter și-a început ucenicia pe lângă regizorul Alexandru Finți, montând piesa Gema de Margaret Kennedy la Teatrul Barașeum din București, locul unde în timpul prigoanei fasciste antonesciene se adunaseră actorii și oamenii de teatru evrei, între care M. H. Maxy, Alexandru Finți și Beate Fredanov. Aici, întâi ca ajutor și apoi ca regizor, a pus în scenă mai multe de piese de teatru, care au avut succes.
Debutul propriu-zis, ca regizor, a avut loc la 23 ianuarie 1946, cu premiera absolută a piesei Ultima oră de Mihail Sebastian, pe scena Teatrului Național din capitală, unde a activat până la sfârșitul vieții sale, la 4 noiembrie 1979.
Moni Ghelerter a pus în scenă spectacole memorabile la multe teatre din București și din țară. Alături de actorul Radu Beligan și dramaturgul Alexandru Mirodan deschide în 1961, cu spectacolul „Celebrul 702”, porțile Teatrului de Comedie din București.
A primit titlul de maestru emerit al artei.
A fost distins cu Ordinul Meritul Cultural clasa a II-a (1967) „pentru merite deosebite în domeniul artei dramatice”.
Este înmormântat, alături de fratele său, Felix Ghelerter, la Cimitirul Filantropia din București. Monumentul funerar, realizat din travertin, a fost conceput de sculptorul Nicolae Roșu.

## Viața particulară
Moni Ghelerter fost căsătorit pentru câțiva ani cu actrița Marcela Rusu, căsătorită ulterior cu liderul comunist Alexandru Bârlădeanu și mai târziu cu scriitorul Aurel Baranga.
Fratele lui Moni Ghelerter a fost Felix Ghelerter, care și-a continuat activitatea în domeniul cărții și după naționalizarea și desființarea în 1952 a editurii Forum, pe care a fondat-o. Cei doi frați, Moni și Felix, au fost legați strâns în viață, ca și în lumea de dincolo, mormintele celor doi se află unul lângă celălalt la Cimitirul Filantropia din București

## Mărturii ale celor care l-au cunoscut
În romanul Obsesia, Geo Bogza îi face portretul:
„Era un băiat cult și contemplativ... slab, palid, cu părul vâlvoi..., purta în toată făptura lui o veșnică stare de nervozitate... Avea ochi mari, exagerați, ca de o alarmă perpetuă, ca de o spaimă neprecisă.” (S. Galeriu)
La mormântul lui, Alexandru Mirodan a spus:
„Avea, în contactul cu oamenii (și secolul) erupții verbale și explozii uluitoare; spectacolele lui erau epurate de tot ce este țipător iar orice pată de culoare cât de cât violentă pe decor sau costum îl oripila, făcându-l s-o excludă pe loc de pe scenă”. Și mai departe: „Nu era un "diplomat". Dimpotrivă. Își oferea luxul de a arunca vorbe de spirit, adeseori acide, așa cum alții, cu pretenții mai mici de la viață, își ofereau luxul unui automobil sau al unei calătorii în străinătate. Dacă s-ar fi născut cu un veac mai devreme – așa cum, poate, i s-ar fi potrivit – Moni Ghelerter ar fi strălucit, cu siguranță, în marile saloane alături de Proust sau Wilde, patronii lui întru rafinament și causticitate; pe scenă însa el știa, magistral, să stabilească cele mai bune relații între personaje și intuia, cum puțini din generația sa, actorul potrivit pentru rolul potrivit.”

## Spectacolele realizate de Moni Ghelerter în ordine cronologică
- Frații Sanger, de Margaret Kennedy, premieră la 15.06.1941, la Teatrul Barașeum
- Ultima oră, de Mihail Sebastian, premieră absolută la 23.01.1946, la T.N.B.
- Unchiul Vanea, de Anton Cehov, premieră la 30.04.1946, la T.N.B.
- Frenezie, de Peyret Chappuis, premieră la 30.10.1946, la T.N.B.
- Nepotul din Giurgiu, de Alexandru Șahighian, premieră la 23.12.1946, la T.N.B.
- Nopțile mâniei, de Armand Salacrou, premieră la 20.09.1947, la T.N.B.
- Domnișoara, de Jacques Deval, premieră la 05.12.1947, la T.N.B.
- Romeo și Julieta, de William Shakespeare, premieră la 09.10.1948, la T.N.B.
- Confruntarea, de Seinin și Lev Tur, premieră la 13.02.1949, la T.N.B.
- Trei surori, de Anton Cehov, premieră la 27.01.1950, la T.N.B.
- Ziua cea mare, de Maria Banuș, premieră la 10.04.1950, la T.N.B.
- Egor Buliciov și alții, de Maxim Gorki, premieră la 12.02.1951, la T.N.B.
- Dealul vrăbilor, de Al. Simukov, premieră la 02.07.1951, la A.T.F.B.
- Trei surori, de Anton Cehov, premieră la 03.07.1951, la A.T.F.B.
- O noapte furtunoasă, de I. L. Caragiale, premieră la 06.07.1951, la A.T.F.B.
- Dușmanii, de Maxim Gorki, premieră la 06.07.1951, la A.T.F.B.
- Lupii, de Radu Boureanu, premieră la 14.04.1952, la T.N.B.
- Vadul nou, de Lucia Demetrius, premieră în anul 1952 la T.L.S.B.
- Oameni de azi, de Lucia Demetrius, premieră la 23.09.1952, la T.L.S.B.
- Ultima oră, de Mihail Sebastian, premieră la 17.12.1953, la T.N.B.
- Ultima oră, de Mihail Sebastian, premieră la 03.03.1954, la Teatrul Național Arad
- Cei din Dangaard, de Martin A. Nixo, premieră la 27.10.1954, la T.N.B.
- Citadela sfărâmată, de Horia Lovinescu, premieră la 23.05.1955, la T.N.B
- Căsuța de la marginea orașului, de Aleksei Arbuzov, premieră la 10.01 1956, la A.T.F.B.
- Ziariștii, de Alexandru Mirodan, premieră la 06.10.1956, la T.N.B.
- Caleașca de aur, de Leonid Leonov, premieră la 03.11.1957, la T.N.B.
- Arborele genealogic, de Lucia Demetrius, premieră la 29.12.1957, la T.N.B.
- Furtuna, de William Shakespeare, premieră la 28.03.1958, la T.N.B.
- Lapzarta Elott, de Mihail Sebastian premieră la 29.06.1958, la Teatrul Național Târgu Mureș
- Surorile Boga, de Horia Lovinescu, premieră la 20.09.1959, la T.N.B.
- A Treia Patetica, de Nikolai Pogodin, premieră la 20.11.1959, la T.N.B.
- Maria, de Vasile Iosif, premiera la 22.06.1960 la T.N.B.
- Celebrul 702, de Alexandru Mirodan, premieră la 05.01.1961, inaugurarea Teatrului de Comedie
- Secunda 58, de Dorel Dorian, premieră la 15.02.1961, la A.T.F.B.
- Steaua fără nume, de Mihail Sebastian, premieră la 15.02.1961, la A.T.F.B.
- Orfeu in infern, de Tennessee Williams, premieră la 04.05.1962, la T.N.B.
- Vizita bătrânei doamne, de Friedrich Dürrenmatt, premieră la 26.02.1963, la T.N.B.
- Șeful sectorului suflete, de Alexandru Mirodan, premieră la 21.09.1963, la T.C.
- Să nu te joci cu dragostea, de Alfred de Musset, premieră la 19.12.1964 la T.N.B.
- Dragă mincinosule, de George Bernard Shaw, premieră la 27.09.1964, la T.L.S.B.
- Don Juan, de J. B. Molière, premieră la 27.01.1965, la A.T.F.B.
- Idiotul, de Feodor Dostoievski, premieră la 27.01.1965, la A.T.F.B.
- Regele moare, de Eugen Ionescu, premieră la 10.10.1965, la T.N.B.
- Domnii Glembay, de Miroslav Krleža, premieră la 11.02.1967, la T.N.B.
- Seringa, de Tudor Arghezi, premieră la 23.09.1967, la T.N.B.
- Nicnic, de A. Bursan, Gh. Panco, premieră la 29.03.1968, la T.C.
- Triptic, de George Astaloș, premieră la 10.12.1968, la A.T.F.B.
- Don Quijote, de Miguel de Cervantes, premieră la 14.12.1968, la A.T.F.B.
- Camuflaj, de Alexandru Mirodan, premieră la 21.08.1969, la T.E.S.
- Transplantarea Inimii Necunoscute, de Alexandru Mirodan, premieră la 13.11.1969, la T.L.S.B.
- O Noapte Furtunoasă, de I. L. Caragiale, premieră la 10.10.1972, la A.T.F.B.
- Kir Zuliaridi, de Vasile Alecsandri, premieră la 10.10.1972, la A.T.F.B.
- Cymbeline, de William Shakespeare, premieră la 15.11.1972, la A.T.F.B.
- Buna noapte nechemată, de Alexandru Popescu premieră in anul 1972, la T.T.P.N.
- Viligiaturiștii, de Maxim Gorki, premieră la 10.01.1973, la A.T.F.B.
- Dragostea noastră, de Silvia Andreescu, premieră la 15.09.1973, la T.T.P.N.
- Pygmalion, de George Bernard Shaw, premieră în 1974, la T.L.S.B.
- Tovarășul Feudal și fratele său , de Alexandru Mirodan, premieră la 23.01.1975, la T.C.
- Valiza cu fluturi, de Iosif Naghiu, premieră la 25.05.1975, la T.T.P.N.

### Legendă
- T.N.B. - Teatrul Național „Ion Luca Caragiale”
- T.C. - Teatrul de Comedie
- A.T.F.B. - Academia de Artă Teatrală și Film, București
- T.L.S.B. - Teatrul Lucia Sturza Bulandra (fost Municipal)
- T.T.P.N. - Teatrul Tineretului, Piatra Neamț
- T.E.S. - Teatrul Evreiesc de Stat

## Distincții
- titlul de Artist Emerit al Republicii Populare Române (28 aprilie 1951)[5]
- Medalia „A cincea aniversare a Republicii Populare Române” (24 decembrie 1952) „pentru lupta și munca duse în vederea făuririi, consolidării și prosperării Republicii Populare Române”[6]
- titlul de Maestru emerit al artei din Republica Populară Romînă (15 mai 1957) „pentru merite deosebite în activitatea artistică, pedagogică, precum și în munca din alte domenii ale culturii”[7]
- Ordinul Muncii clasa a II-a (6 mai 1961) „cu prilejul celei de-a 40-a aniversări de la înființarea Partidului Comunist din Romînia, pentru merite deosebite în opera de construire a socialismului”[8]
- Ordinul „Meritul Cultural” clasa a II-a (6 noiembrie 1967) „pentru merite deosebite în domeniul artei dramatice”[9]